# Billy Roche
Billy Roche (* 11. Januar 1949 in Wexford) ist ein irischer Schauspieler,  Dramatiker und Prosa-Autor.

## Leben und Werk
Roche wurde in Wexford geboren und lebt noch dort. Zuerst war er Sänger der The Roach Band; als Schauspieler tritt er seit 1988 in Erscheinung.
In den 1980er-Jahren begann Roche zu schreiben. Seine bekanntesten Theaterstücke sind The Wexford Trilogy (A Handful of Stars, Poor Beast in the Rain, Belfry) Cavalcaders, Amphibians und Such As We. Außerdem hat er auch einen Roman, Tumbling Down veröffentlicht. Eine Sammlung von Kurzgeschichten, Tales from Rainwater Pond, erschien 2006.
Im Jahr 2015 schrieb er das Drehbuch für die Fernsehserie Clean Break.